# Jelizawieta Bojarska

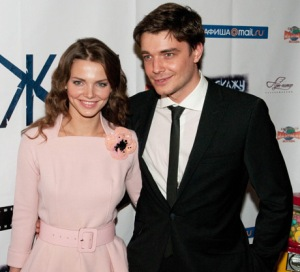
Bojarska z mężem (2010)

Jelizawieta Michajłowna Bojarska, ros. Елизаве́та Миха́йловна Боя́рская (ur. 20 grudnia 1985 w Leningradzie) – rosyjska aktorka. Zasłużona Artystka Federacji Rosyjskiej (2018).

## Życiorys
Urodziła się 20 grudnia 1985 w Leningradzie jako córka dwojga sławnych rosyjskich aktorów Michaiła Bojarskiego oraz Łarisy Łuppian. Jej ojciec jest pochodzenia rosyjskiego i polskiego, natomiast jej matka pochodzenia estońskiego, niemieckiego, rosyjskiego i polskiego. W 2007 roku została absolwentką Petersburskiej Państwowej Akademii Sztuki Teatralnej.

## Wybrana filmografia
- 2005: Pierwszy po Bogu jako Tania
- 2008: Admirał jako Anna Timiriowa
- 2010: Człowiek z bulwaru Kapucynek jako Katia
- 2011: Pięć narzeczonych jako Zoja
- 2012: Zołuszka jako Polina
- 2014: Zbiedzy jako Ustia
- 2017: Anna Karenina. Historia Wrońskiego jako Anna Karenina